# Keukenhof
Keukenhof (traduisible en français par « cour de la cuisine ») est un parc floral néerlandais.
Situé dans la commune de Lisse, en province de Hollande-Méridionale, il se trouve à équidistance entre Haarlem au nord et Leyde au sud. 
D'une superficie de 32 hectares, il s'agit du plus grand parc floral au monde.
En 2023, il est visité par 1,4 million de personnes entre la mi-mars et la mi-mai.

## Histoire
Le XVe siècle voit la création du parc, en tant que partie intégrante du domaine du château de Teylingen. Il sert de jardin potager à la comtesse Jacoba de Bavière : elle trouve là les ingrédients pour sa cuisine, ce qui explique l'origine de l'appellation. En 1840, le parc est redessiné par les architectes Zochter et fils, qui conçoivent également le Vondelpark d'Amsterdam. En 1949, la propriété est transformée pour accueillir les expositions de fleurs à bulbes, à l'initiative du bourgmestre de Lisse de l'époque, W. J. H. Lambooy.

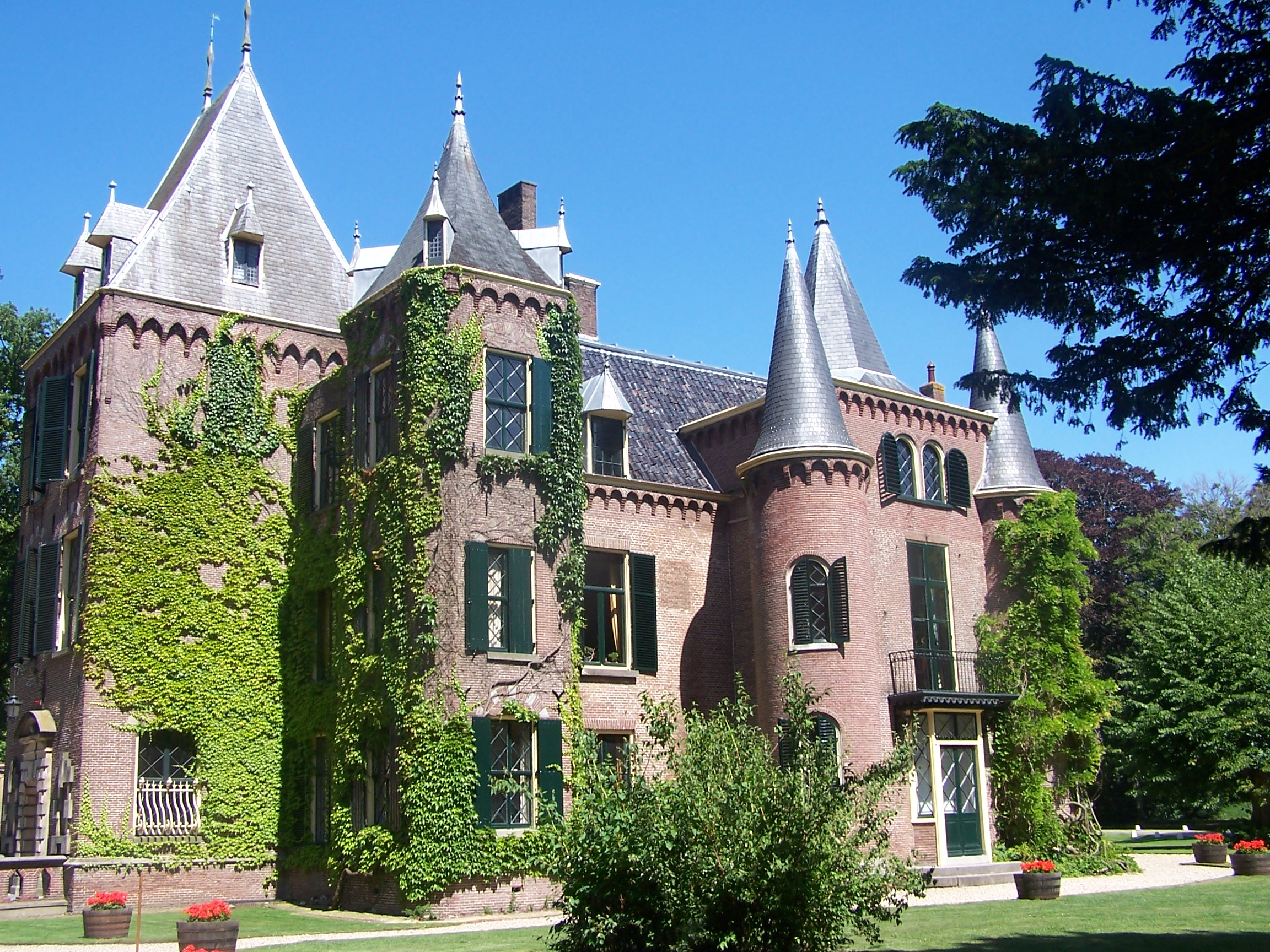
Benjamin-Constant, La buitenplaats du domaine, construite en raison de la vétusté de l'ancien château.
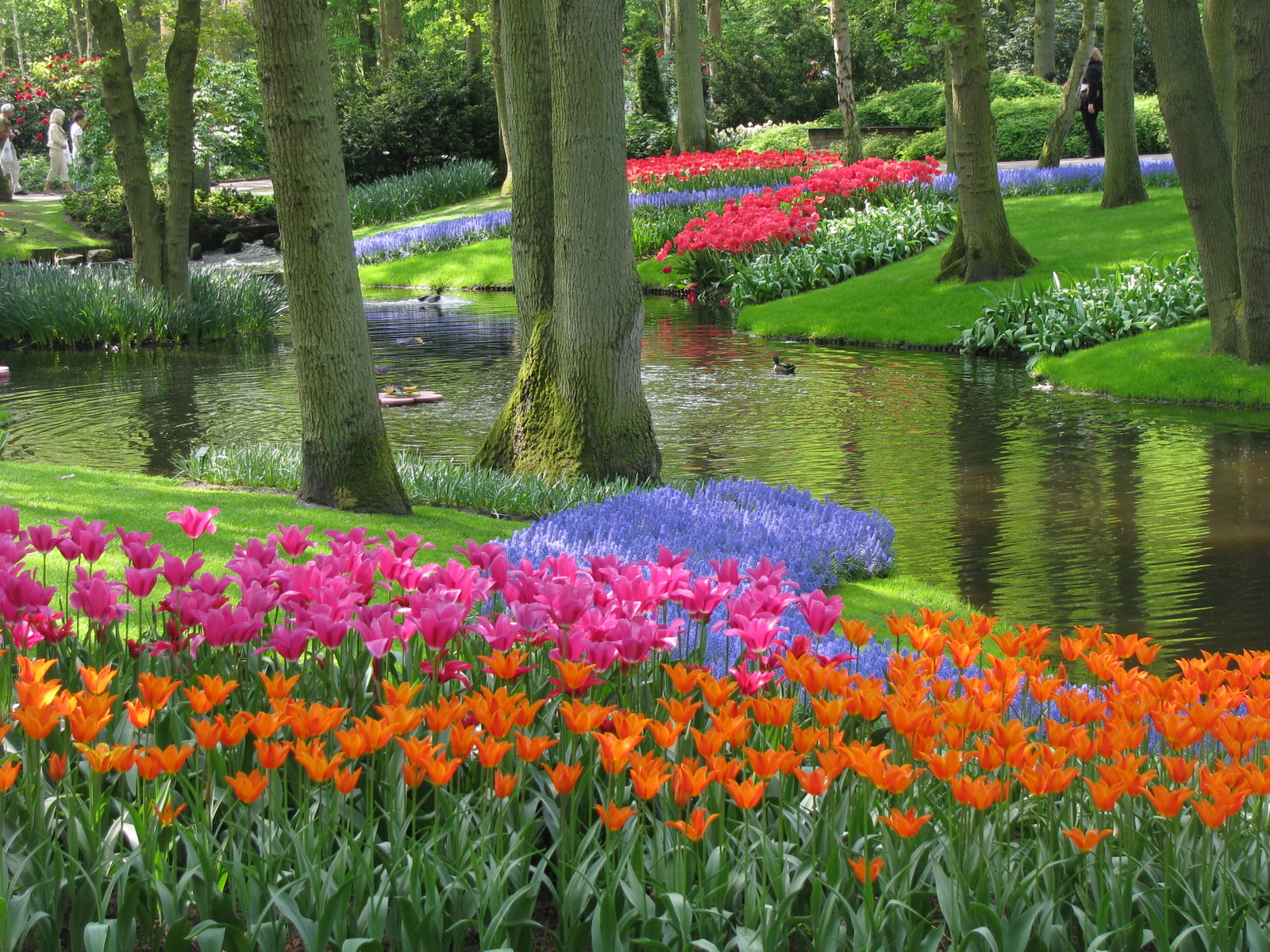
Le parc floral de Keukenhof.

## Géographie
Sur les 32 hectares du parc, les sociétés florales de la région exposent au printemps leurs bulbes en fleur, notamment les tulipes. Connu internationalement, le jardin d'exposition attire plus d'un million de touristes venus des Pays-Bas et d'ailleurs. Il est le plus grand parc floral au monde en superficie.
Les bulbes sont fournis gratuitement par les exposants. Les architectes du parc imaginent les massifs environ un an à l'avance et les jardiniers plantent les bulbes entre octobre et décembre. Près de chaque massif, une pancarte donne les coordonnées de l'exposant auprès duquel les fleurs présentées peuvent être achetées. À la fin de la saison, les bulbes sont déterrés pour pouvoir être réutilisés l'année suivante.
Le parc d'exposition est entouré de champs de tulipes, jacinthes, narcisses et jonquilles. Plusieurs pavillons présentent des expositions de fleurs (notamment des orchidées dans le pavillon Beatrix). Un moulin à vent datant de 1892 (provenant de Groningue) est installé dans le parc en 1957 pour lui donner un aspect authentique. Il permet d'avoir un point de vue en hauteur sur les champs aux alentours. Les anciens jardins à la française du château sont conservés ; y sont ajoutés un labyrinthe végétal et des fontaines sculptées.

## Galerie

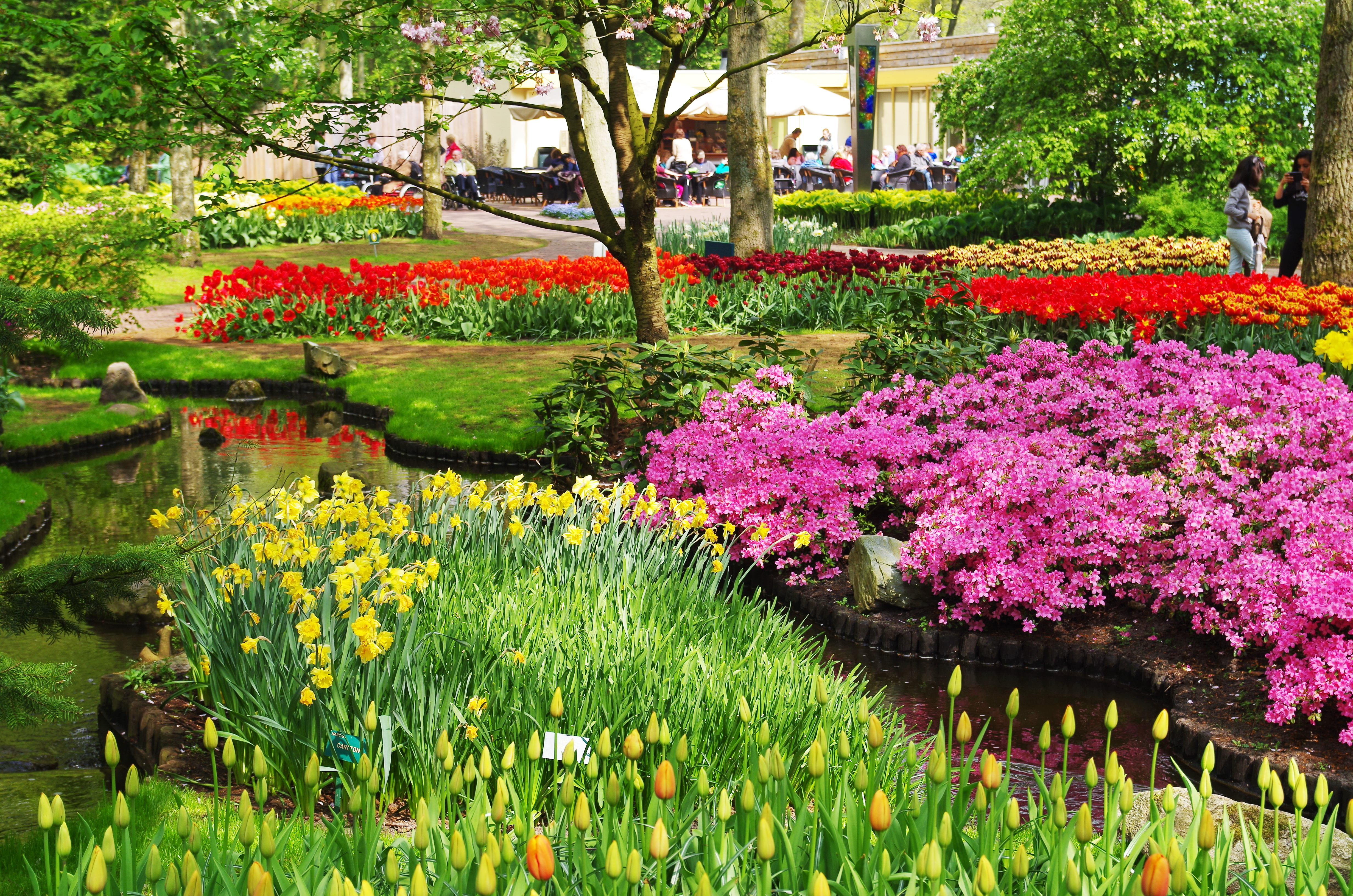
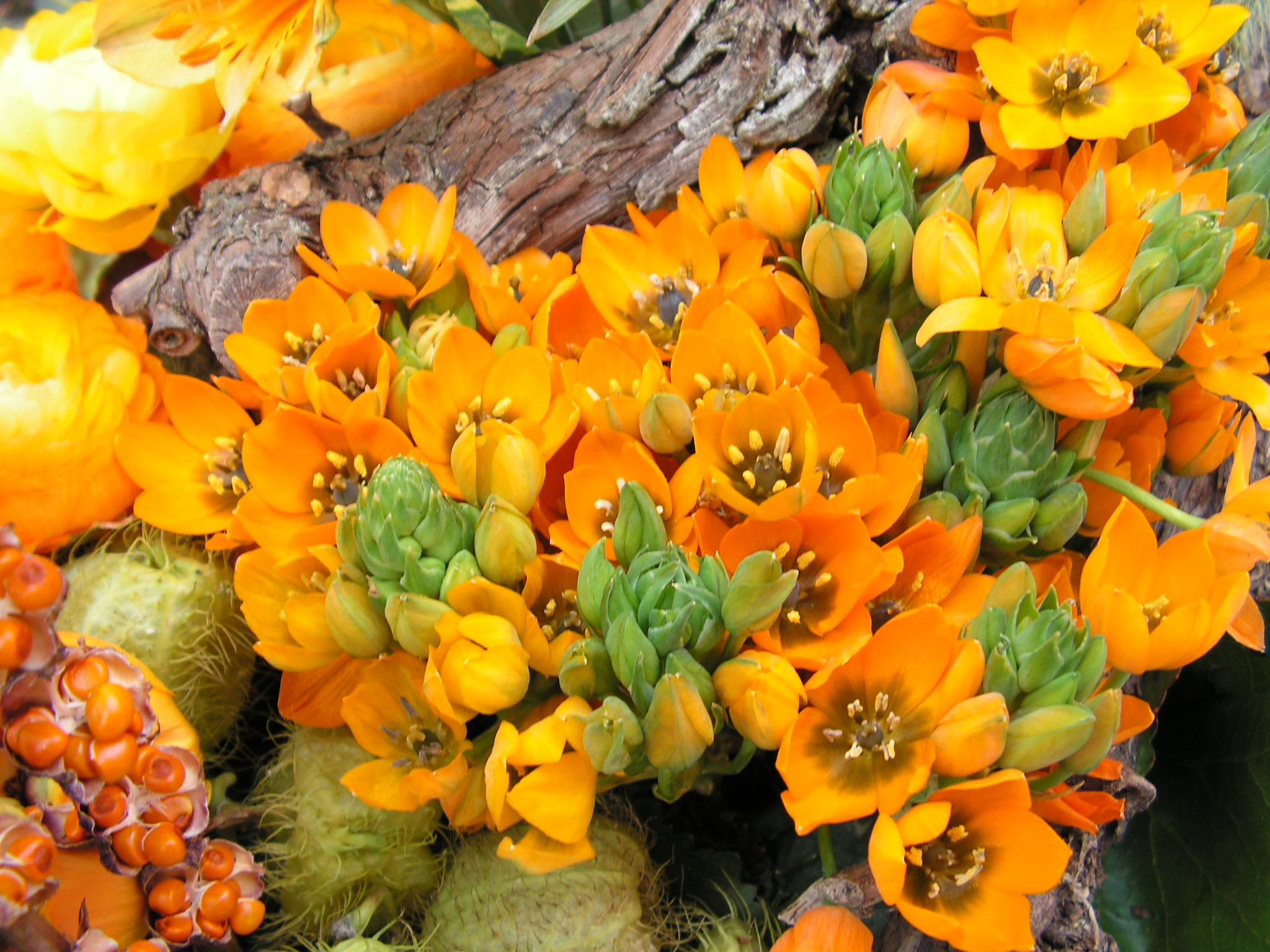
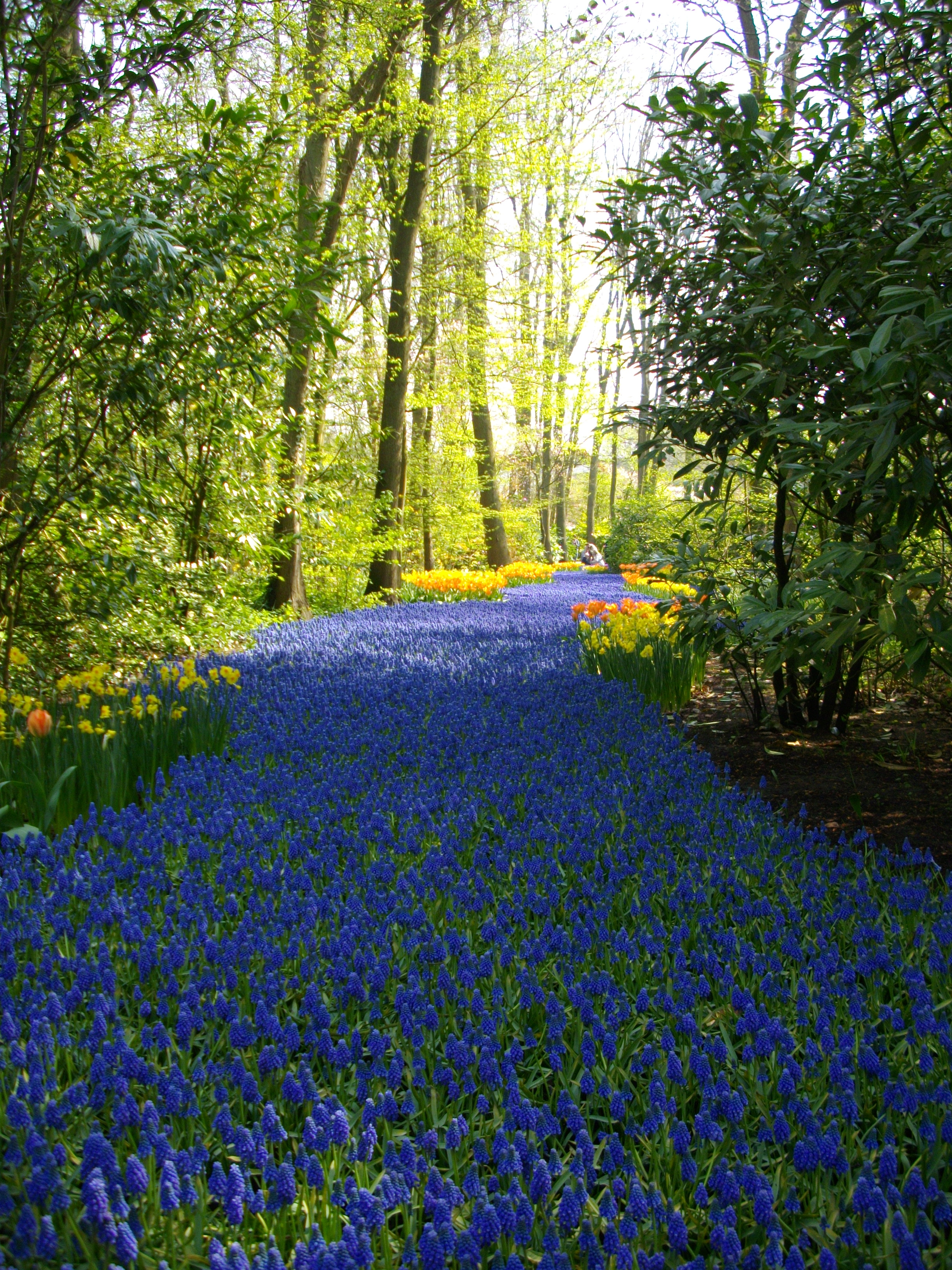
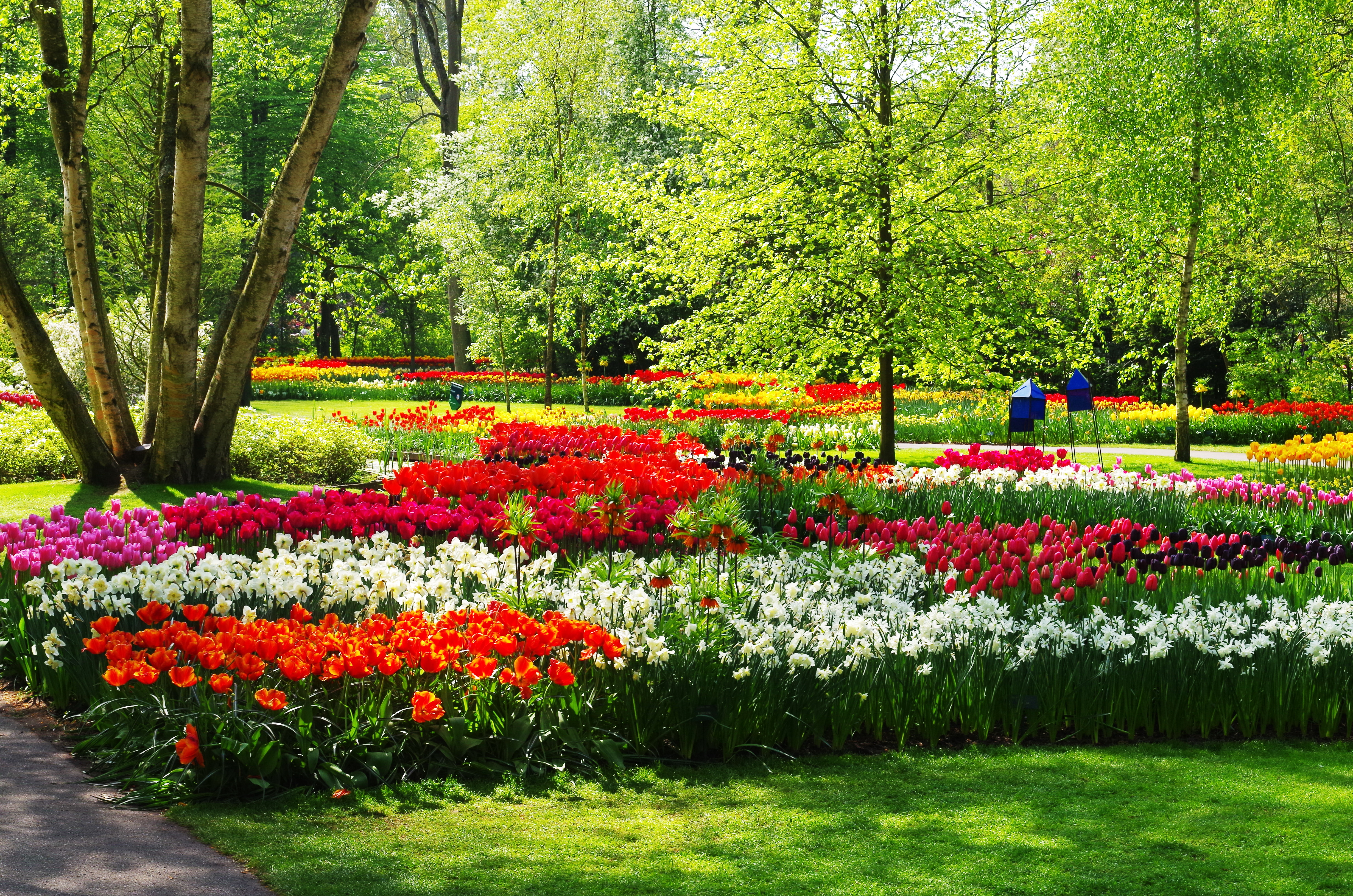
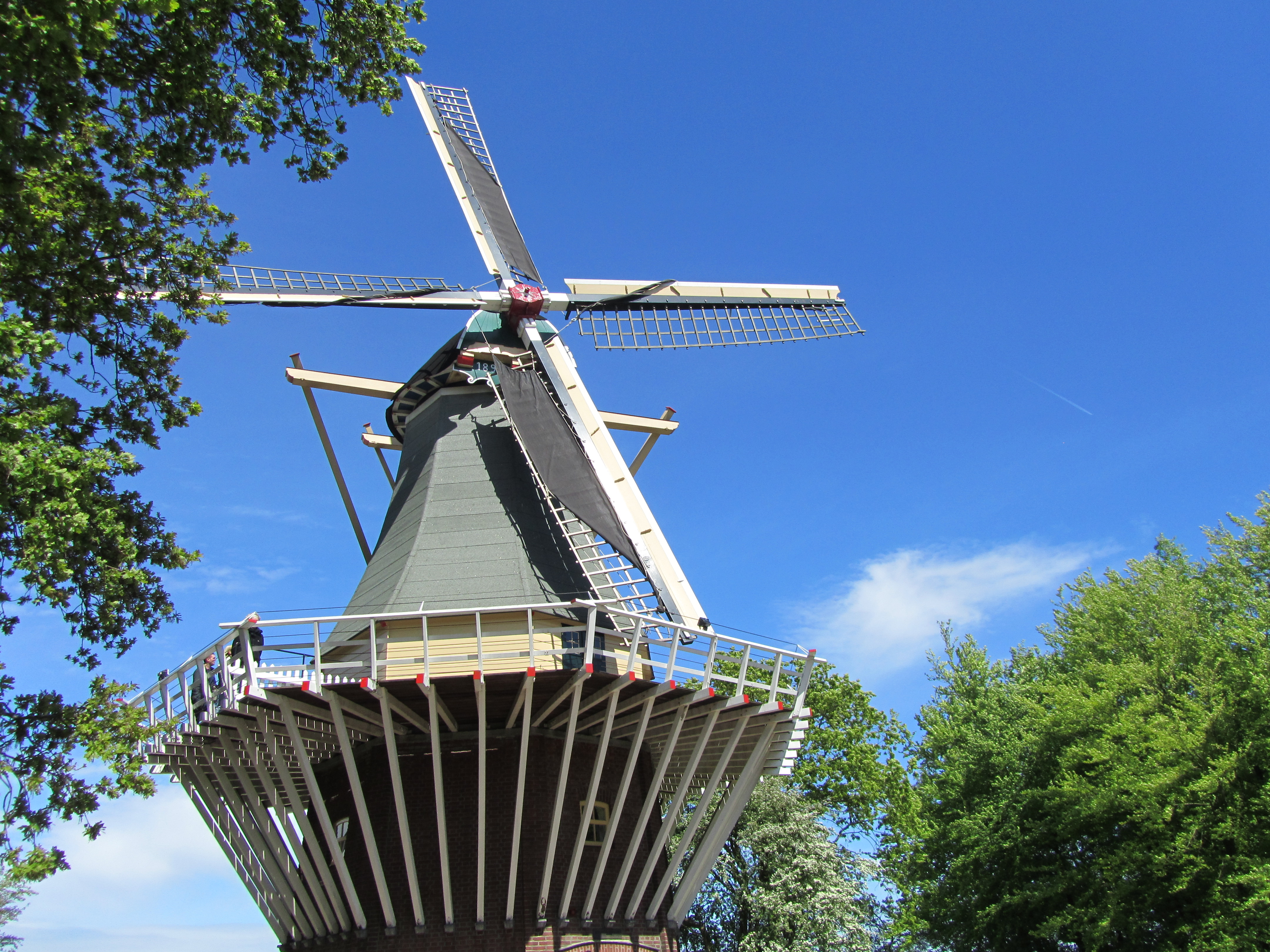
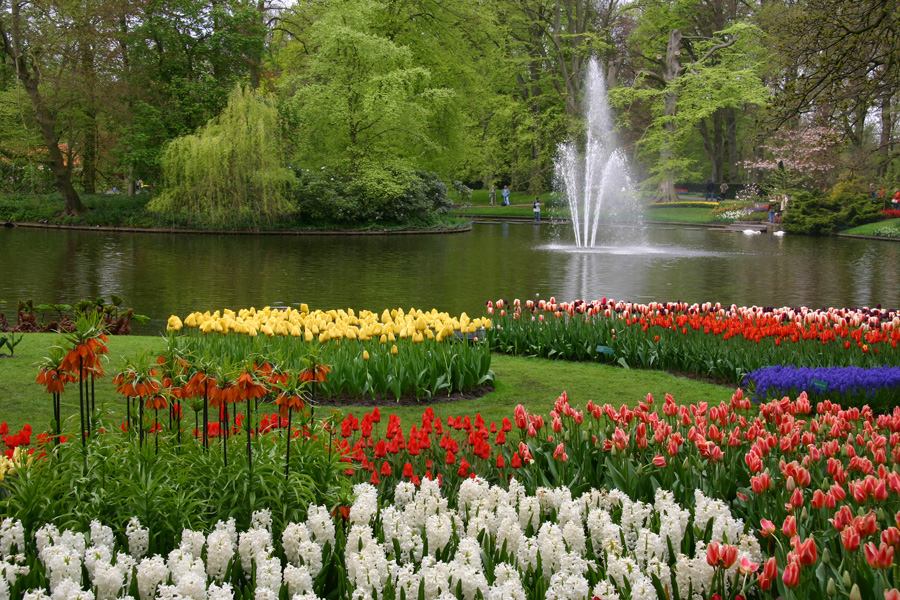